# Expédition du Nil

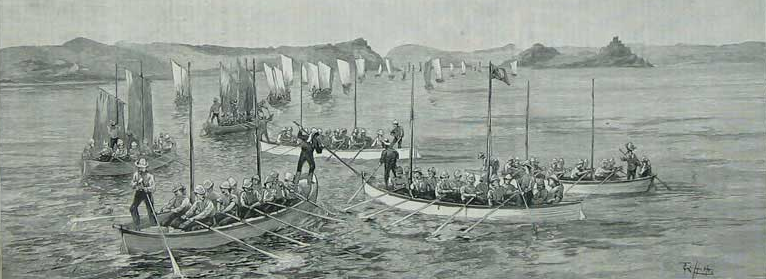
The Nile Expedition for the Relief of General Gordon

L'expédition du Nil, parfois appelée l'expédition de relève de Gordon (1884–85), est une mission britannique qui avait pour but de relever le major-général Charles Gordon à Khartoum au Soudan. Ce dernier avait été envoyé au Soudan afin d'aider les Égyptiens à évacuer le Soudan après que le Royaume-Uni ait décidé d'abandonner le pays à la suite de la rébellion du Mahdi auto-proclamé, Mahommed Ahmed. Un contingent de canadiens fut recruté afin d'aider les Britanniques à naviguer leurs petits bateaux sur le Nil. L'expédition du Nil fut la première mission outre-mer des Canadiens dans un conflit de l'Empire britannique, même si les voyageurs du Nil étaient des employés civils ne portant pas l'uniforme.

## Contexte
Ne voulant pas être impliqué dans la répression coûteuse de la rébellion dirigée par Mahommed Ahmed, le Royaume Uni de Grande-Bretagne et d'Irlande ordonna à l'Égypte d'abandonner l'administration du Soudan en Décembre 1883. Le gouvernement britannique demanda au Général Gordon, ancien Gouverneur Général du Soudan, de se rendre à Khartoum pour aider à l'évacuation des soldats égyptiens, des employés civils et de leurs familles. Voyageant depuis Londres, le Général Gordon rejoignit Khartoum le 18 février 1884. La situation militaire du Soudan se détériorant et le sud du pays étant menacé d'être coupé de l'Égypte par l'armée islamiste du Mahdi, il commença immédiatement par y envoyer les femmes, les enfants et les soldats blessés. La Grande-Bretagne retira ses troupes du Soudan et Khartoum était le dernier avant poste restant sous contrôle britannique.
Gordon était en désaccord avec la décision du gouvernement britannique d'abandonner le Soudan. Il pensait que la révolte islamique devait être réprimée de peur qu'elle ne submerge plus tard l’Égypte. Il basait son opinion sur la revendication de domination du Mahdi sur toutes les terres islamiques. Défiant l'ordre du gouvernement britannique de se retirer, le général Gordon, qui dirigeait une garnison de 6 000 hommes, commença la défense de Khartoum. Le 18 mars 1884, l'armée mahdiste assiégea la ville. Les rebelles arrêtèrent le trafic fluvial et coupèrent la ligne télégraphique vers le Caire. Khartoum ne pouvait plus être réapprovisionné, ce qui a entraîna des pénuries alimentaires, mais réussissait toujours à communiquer avec l'extérieur en utilisant des messagers. Sous la pression populaire, en août 1884, le gouvernement britannique décida de changer sa politique et d'envoyer une force de secours à Khartoum.

## Organisation de la force de secours
L'expédition fût placée sous le commandement du général Garnet Wolseley, qui avait servi dans la guerre de Crimée, au Canada, sur la Gold Coast et en Afrique australe. Elle consistait à expédier 9 000 hommes et 40 000 tonnes de provisions et de munitions le long du Nil.
Wolseley décida que le meilleur moyen d'atteindre Khartoum serait de remonter le Nil. Fort de son expérience favorable avec eux au cours de son expédition le long de la rivière Rouge vers Fort Garry (aujourd'hui Winnipeg) en 1869-1870 pour réprimer la rébellion de la rivière Rouge, Wolseley demanda au marquis de Lansdowne, gouverneur du Canada, s'il serait possible de recruter un contingent de voyageurs canadiens pour l’aider à naviguer sur le Nil. Il demanda également qu'ils soient commandés par le lieutenant-colonel Fred C. Denison, qui avait été l'aide de camp de Wolseley lors de l'expédition de la rivière rouge. Le premier ministre du Canada, sir John A. Macdonald, ne s'y opposa pas une fois assuré que les voyageurs étaient des volontaires et qu'ils seraient payés par les Britanniques. Denison obtempéra et le 15 septembre 1884, seulement 24 jours après la réception de la demande, 386 voyageurs s'embarquèrent pour l'Égypte.
Ces Canadiens étaient connus à l'époque sous le nom de voyageurs : ces routiers d'eau, des hommes qui savent voyager sur les voies d'eau.

## L'expédition
Le 7 octobre 1884, les Canadiens atteignent Alexandrie puis se dirigent vers le sud par train et bateau à vapeur à la rencontre de Wolseley et de ses 5 400 soldats qu'ils rejoignent le 26 de ce même mois à Wadi Halfa. En novembre, ils étaient à la première des six cataractes et commençaient leur travail d'escalade des rapides. L'avancement de l'expédition vers le sud s'est alors accéléré grâce à ces voyageurs expérimentés qui maniaient les bateaux. Les bateaux choisis par Wolseley étaient des baleiniers modifiés de la Royal Navy. Ceux-ci mesuraient près de dix mètres de long, deux mètres de large, 75 centimètres de profondeur et étaient équipées de douze rames, de deux mâts et d’un gouvernail amovible. Ils pouvaient accueillir une douzaine d'hommes et suffisamment de cargaison pour les approvisionner pendant cent jours.
À la mi-novembre, le général Gordon annonça à l'expédition qu'il ne pourrait encore survivre au siège de Khartoum que pendant quarante jours. L'expédition fût attaquée par les rebelles à Abu Klea et Abu Cru, mais a été capable de les repousser à chaque fois. La remontée du fleuve était lente et il fallait souvent tirer les bateaux à travers les rapides avec une corde depuis le rivage. À plusieurs endroits, la force du courant était telle qu'elle obligea plusieurs équipages pour tirer un seul bateau. Ils optèrent pour une méthode consistant à placer les mêmes voyageurs sur des tronçons similaires le long de la rivière, afin que chaque groupe se familiarise à des difficultés particulières. Réalisant que le temps manquait pour le général Gordon à Khartoum, Wolseley divisa ses effectifs en deux colonnes. Il envoya alors 2 400 hommes à dos de chameau sur un raccourci de 280 km à travers le désert pour éviter le Grand Courbe du Nil et atteindre la ville plus tôt. Les 3 000 soldats restants continuèrent à remonter la rivière. Les contrats de six mois des Canadiens allaient bientôt expirer et on leur demanda de se réinscrire. Bien qu'ils aient offert de généreuses incitations, seuls 86 des voyageurs, y compris leur commandant, Denison, s'engagèrent pour un deuxième contrat de six mois. Les autres choisirent de rentrer au Canada dans l'espoir d'arriver à temps pour la saison forestière du printemps. Cela n'arrêta pas l'expédition, le pire de la rivière était déjà derrière eux et le nombre réduit de soldats voyageant par rivière réduisit la charge des Canadiens. Denison et ses hommes continuèrent à piloter les petits bateaux en amont de la rivière.
La dernière entrée du général Gordon dans son journal, datée du 14 décembre 1884, était la suivante: "À présent, notez que si le corps expéditionnaire, et que je ne demande pas plus de 200 hommes, ne vient pas dans dix jours, la ville risque de tomber. et j'aurai fait de mon mieux pour l'honneur de notre pays. Au revoir."
Le 26 janvier 1885, Khartoum tomba dans l'armée mahdiste et ses 50 000 hommes. À cette époque de l’année, le Nil était suffisamment peu profond pour traverser en pataugeant et les Mahdistes furent capables de percer les défenses de la ville en attaquant les approches mal défendues du fleuve. Toute la garnison fût massacrée, y compris le général Gordon. Sa tête fût coupée et livrée au Mahdi. Deux jours plus tard, l'expédition de secours entra dans la ville pour constater qu'ils arrivaient trop tard.

## Annexe